# Chợ Taehwa
Chợ Taehwa (태화종합시장; Chợ Tổng hợp Taehwa) là chợ đường phố truyền thống ở Jung-gu, Ulsan, Hàn Quốc. Chợ bao gồm các cửa hàng bán trái cây, rau, thịt, cá, bánh mì, quần áo và các mặt hàng y học cổ truyền Hàn Quốc. Chợ cũng có một số nhà hàng nhỏ và nhiều quầy bán thức ăn đường phố. Trong những năm gần đây, chính quyền thành phố đã khởi xướng một sáng kiến nhằm khôi phục các chợ truyền thống và do đó năm 2011 chợ đã được cải tạo, bao gồm việc bổ sung các nhà vệ sinh mới và chỗ đậu xe để mang lại cảm giác hiện đại hơn nhưng vẫn giữ được bầu không khí của một chợ truyền thống.